# Jean-Joseph Doyen de Félix
Pour les articles homonymes, voir Félix.
Jean-Joseph Doyen de Félix, né le 18 novembre 1746 à Vézelise (Lorraine), mort le 19 novembre 1818 à Nancy (Meurthe), est un militaire français de la Révolution et de l’Empire.

## États de service
Il entre en service le 16 mars 1758, comme dragon dans le régiment de Beauffremont, et il obtient son congé le 17 janvier 1765.
Il reprend du service le 24 janvier 1766, comme fusilier dans le régiment d’Eu-infanterie, il devient successivement caporal, sergent et sergent fourrier, avant d’être nommé le 16 août 1772, quartier maitre trésorier du régiment de la Martinique, avec lequel il fait toutes les campagnes de la guerre d’Amérique.
Le 25 novembre 1773, il passe sous-aide major et le 26 juillet 1778, il reçoit son brevet de capitaine. Chargé du commandement d’une compagnie de chasseurs dans son régiment le 2 octobre 1784, il est nommé le 16 novembre 1792, lieutenant-colonel au 109e régiment d’infanterie, formé des régiments de la Martinique et de la Guadeloupe.
De retour en France, il obtient le grade de colonel et le commandement du 44e régiment d’infanterie le 8 mars 1793, avec lequel il sert aux armées de l’Ouest et de la Moselle. Le 14 août suivant, il est arrêté sur ordre des représentants en mission auprès de l'armée de la Moselle, et il est conduit à la Conciergerie à Paris. Il est jugé par le tribunal révolutionnaire le 15 janvier 1794, et remis en liberté par suite se l’arrêt d’acquittement prononcé en sa faveur.
Il reprend du service dans la Garde nationale, et il est nommé commandant temporaire de la place Monaco le 14 septembre 1794. Le 22 août 1795, il passe en la même qualité à Marseille, et il est suspendu de ses fonctions le 2 novembre 1795, par le représentant en mission Fréron. Il est admis à la retraite le 2 février 1796, et après avoir réclamé contre l’acte arbitraire qui l’éloigne sans motif des rangs de l’armée active, il parvient à se faire réintégré le 4 avril 1796, avec un emploi en Belgique.
Commandant d’armes à Anvers le 1er novembre 1796, il passe à Menin le 16 septembre 1797, puis à Landrecies le 10 juillet 1799. Il est fait chevalier de la Légion d’honneur le 25 mars 1804, et il obtient sa retraite le 23 décembre 1813.
Il meurt le 19 novembre 1818, à Nancy.

## Sources
- A. Lievyns, Jean Maurice Verdot, Pierre Bégat, Fastes de la Légion-d'honneur, biographie de tous les décorés accompagnée de l'histoire législative et réglementaire de l'ordre, Tome 4, Bureau de l’administration, 1844, 640 p. (lire en ligne), p. 345.
- Léon Hennet, Etat militaire de France pour l’année 1793, Siège de la société, Paris, 1903, p. 176.
- Émile Badel, Dix ans du Souvenir français en Lorraine, A. Crépin-Leblond, 1907, p. 364.
- Danielle Quintin et Bernard Quintin, Dictionnaires des colonels de Napoléon, S.P.M., 2013, 978 p. (ISBN 978-2-296-53887-0, lire en ligne)